# Těšany (zámek)
Zámek Těšany se nachází na jižním konci návsi obce Těšany v okrese Brno-venkov. Je chráněn jako kulturní památka České republiky.
Těšanský zámek byl postaven ve třetí třetině 17. století jako raně barokní rezidence brněnských dominikánů, kteří část vsi vlastnili již od 14. století a zbytek zakoupili v roce 1666. Protože v obci nebyl kostel, zřídili si v rezidenci vlastní kapli. Klášter byl zrušen v roce 1784, rezidenci převzal náboženský fond a v roce 1807 přešla do soukromého vlastnictví. Rozsáhlé úpravy zámku proběhly ve druhé polovině 19. století za rodiny Weissů.